# Municipio de Perry (condado de Berks)
El municipio de Perry (en inglés: Perry Township) es un municipio ubicado en el condado de Berks en el estado estadounidense de Pensilvania. En el año 2000 tenía una población de 2.517 habitantes y una densidad poblacional de 53.2 personas por km².

## Geografía
El municipio de Perry se encuentra ubicado en las coordenadas 40°30′40″N 75°56′05″O / 40.51111, -75.93472.

## Demografía
Según la Oficina del Censo en 2000 los ingresos medios por hogar en la localidad eran de $47,538 y los ingresos medios por familia eran $52,794. Los hombres tenían unos ingresos medios de $36,886 frente a los $23,170 para las mujeres. La renta per cápita para la localidad era de $20,343. Alrededor del 8,2% de la población estaba por debajo del umbral de pobreza.